# یانکرز
یانکرز (به انگلیسی: Yonkers) چهارمین شهر پرجمعیت نیویورک آمریکا است.

## دیدنی‌های یانکرز
- پارک آنترمایر

## ساکنان مطرح
- استیون تایلر
- جان ویت
- ادوین هاوارد آرمسترانگ
- جین کروپا
- آنتونی بلینکن